# Agustí Antic de Llorac
Agustí Antic de Llorac (Palma, 1698.1752). Canonge i rector de la Universitat Lul·liana de Mallorca. Predicador i defensor de Ramon Llull.
Canonge de la Seu de Mallorca i rector de la Universitat Lul·liana, en la qual fou catedràtic de teologia i cànons. Va ser consultor i qualificador del Sant Ofici, vicari general dels reials exèrcits, examinador sinodal del bisbat de Mallorca i jutge consultor de l'orde de Sant Joan de Jerusalem. Intervingué en la polèmica entre dominicans i franciscans sobre el culte a Ramon Llull, al costat dels representants de la Ciutat de Mallorca i de l'església mallorquina. Predicador de molta anomenada, deixà publicats alguns sermons. Escriví "Corto diseño de los justos relevantes motivos que tuvo la Ciudad de Palma para el público nacimiento de gracias que llevó al Doctor Iluminado Beato Ramon Llull en ocasión de habernos dispensado una copiosa y deseada lluvia" (1750), en referència a les invocacions a Ramon Llull en el moment de les grans sequeres i fams de 1748-1750 a Mallorca.